# Удельная (исторический район)

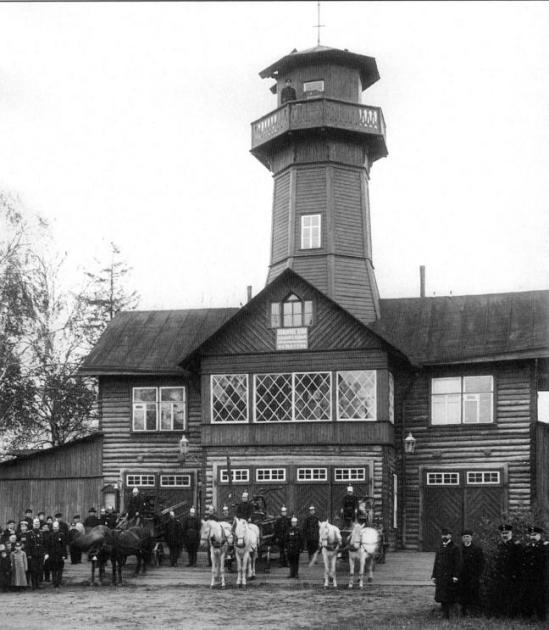
Историческая фотография дореволюционного пожарного депо на станции Удельная

Уде́льная — исторический район на севере Санкт-Петербурга (Выборгский район). На севере соседствует с Озерками, на востоке — с парком «Сосновка», на западе — с Коломягами, на юго-западе — с Удельным парком.
В начале XVIII века эта местность принадлежала казне. В конце века она была передана Департаменту уделов, ведавшему управлением землями императорской фамилии, (отсюда название).
В квартале между улицей Фофановой и улицей Фотиевой был сквер (впоследствии уничтожен). В этом сквере была построена Удельная показательная молочная ферма, получившая название от Департамента, в ведении которого находилась. При этой ферме находилось земледельческое училище (1832—1833 годы, архитектор — академик Х. Ф. Мейер).
После постройки в 1870 году железной дороги на Выборг стала популярной как дачная местность.
В конце XIX века вдоль Фермского шоссе расположились учреждения медицинского профиля: Дом призрения душевнобольных (впоследствии Городская психиатрическая больница № 3 имени И. И. Скворцова-Степанова), больница Св. Пантелеймона (позднее — Психоневрологический диспансер № 2), Приют для идиотов (при советской власти — спецшкола для детей и подростков с девиантным поведением).
Основанная в южной части местности в 1889 году мастерская Я. М. Айваза выросла в завод «Светлана».
В 1922 году Удельная вошла в состав города. После национализации завода «Светлана» возникла необходимость в строительстве жилья. Через некоторое время на месте дач началась жилая застройка. От Исакова переулка, ныне Манчестерской улицы и до Поклонной горы. К 1925 году вся четная сторона проспекта была застроена. В 1933 году был пущен трамвай, а в 1937 году был построен большой пятиэтажный дом для работников МВД, ставший архитектурной доминантой и одним из самых высоких зданий района на тот момент.
Деревянную историческую застройку в конце 1940-х — начале 1950-х годов сменили кварталы 2—3-этажных типовых домов (немецкие коттеджи) и фасадные жилые дома вдоль проспекта Энгельса в духе сталинского ампира.
В 1947 году планировалось размещение комплексов малоэтажной застройки по двум сторонам от проспекта Энгельса. Но реализованы были лишь проекты по застройке западной части. Особенностью этих кварталов, общая площадь которых 34 га, была мелкая сеть улиц, которая образовывала участки по 1—1,5 га. Это учитывалось при планировании и размещении будущих домов. Авторами проектов стали архитекторы мастерской № 4 «Ленпроект» О. И. Гурьев, А. В. Жук, А. Я. Мачерет, В. М. Фромзель, В. Я. Душечкина под руководством А. К. Барутчева.
Название распространилось и на прилегающие территории: парк и возникший здесь во второй половине XIX века дачный посёлок.
Название «Удельная» носят железнодорожная станция Октябрьской железной дороги и станция метро.